# Tumko Na Bhool Paayenge
Tumko Na Bhool Paayenge (Hindi, wörtlich: Ich kann dich nicht vergessen) ist ein Bollywood-Film von Pankaj Parashar aus dem Jahr 2002.

## Handlung
Veer lebt mit seinen Eltern auf dem Lande in Rajasthan. Sein Vater Takur Punya Pratap Singh will ihn zu einem guten Kämpfer machen, doch Veer fühlt sich nicht dazu berufen und verbringt lieber seine Zeit mit Muskaan, die er liebt. Eines Tages als sein Vater in einem Kampf verliert, entdeckt Veer ungeahnte Kräfte in sich und schlägt den Gegner des Vaters nieder. Seit diesem Tag wird Veer von seltsamen Visionen geplagt. Er hat das Gefühl, sich an brutale Taten in einem vorherigen Leben zu erinnern. Dass etwas in seinem Leben nicht stimmt, weiß er bereits: er kann sich nicht an seine Kindheit und Jugend erinnern, in ihrem Haus gibt es keine Kinderfotos von ihm, er hat seltsame Narben auf dem Körper, die Schussnarben sein könnten. Auf seine Frage, wie er sein Gedächtnis verloren hat, bekommt er von jedem eine andere Antwort. Als bei seiner Verlobungsfeier bewaffnete Leute auftauchen, erfährt Veer, dass er aus Bombay stammt und dort mächtige Feinde hat, die seinen Tod wünschen. Als die Männer angreifen, tötet er sie im Alleingang und beherrscht dabei Kampftechniken, die noch nie jemand im Dorf gesehen hat. Die Stunde der Wahrheit ist gekommen, und Takur erzählt ihm, dass er vor drei Jahren verletzt im Fluss gefunden worden sei. Kurz nachdem sein leiblicher Sohn Veer als Offizier der indischen Armee im Kargil-Krieg getötet wurde. Da er sich an nichts erinnern konnte, habe er ihn Veer genannt und bei sich aufgenommen. Veer will alles über sein früheres Leben wissen und fährt nach Bombay. Dort muss er feststellen, dass er hier nur Feinde zu haben scheint, zu denen auch die Polizei gehört. Er geht in die Moschee und trifft einen Teenager namens Munna, der ihn „Ali Bhaijaan“ (Bruder) nennt, aber Munna stirbt, als er versucht, Ali vor einem Attentäter zu retten. Das Mysterium beginnt sich zu lösen, als Ali auf seinen früheren Freund Inder Kumar trifft und er sich allmählich zu erinnern beginnt. Ihm wird klar, dass sein Name tatsächlich Ali ist und Munna sein Bruder war. Sie beide waren elternlos und wurden dem alten Rahim Chacha unter Vormundschaft gestellt. Das mysteriöse Mädchen, das Ali in letzter Zeit in seinen Visionen begegnete, war Mehak, seine große Liebe. Ali und Inder hatten bei vielen Wettkämpfen Medaillen im Schießen gewonnen, wobei Ali immer ein bisschen besser war. Die Treffsicherheit brachte den Commissioner von Bombai auf die Idee, Ali als „Undercoveragenten“ in Bombais Unterwelt einzuschleusen. Es sollte sich als Schläger einer Bande ausgeben und die Rivalität der Banden untereinander anheizen, damit diese sich in einem Bandenkriegen gegenseitig vernichten. Ali weigerte sich zunächst, aber nachdem einige Schläger Rahim Chacha getötet haben, beschlossen Ali und Inder, das Angebot anzunehmen.
Mehak gab den beiden einen tragbaren Videorekorder mit in ihren „Einsatz“, damit sie ihre Unschuld beweisen konnten, falls etwas schiefgeht. Als Ali versuchte eine Schießerei vorzutäuschen, tötete jemand den Minister und die Polizei hielt Ali für den Mörder, sodass er fliehen musste.
Da Ali sein Gedächtnis fast vollständig wiedererlangt hat, wird ihm klar, dass der Berater des Ministers den Plan des Bandenkriegs ausgenutzt hatte, um selbst Minister zu werden. Unterdessen erfährt Ali, dass Inder Mehak zu seiner Frau genommen hatte, um sie vor Belästigungen zu bewahren. Ali versucht dem Commissioner die Wahrheit zu sagen, merkt aber, dass ihm niemand glaubt. Als Ali bei einem Angriff in einen Nahverkehrszug steigt, kommen ihm die Erinnerungen an den Tag des Attentats, wo er auf die gleiche Weise in den Zug eingestiegen war und Inder ihm gestanden hatte, den Minister getötet zu haben. Um die Wahrheit zu verbergen, hatte Inder dann auf ihn geschossen und seinen Körper in einen Fluss geworfen.
Ali geht zu Mehak und berichtet ihr über Inders falsches Spiel. Als er sich die Videoaufzeichnungen sichern will, kommt Inder zusammen mit seinen Kumpanen, um Ali zu töten. Doch im Gerangel stirbt Mehak, was Ali so in Wut versetzt, dass er bis auf Inder alle tötet und von Inder eine Erklärung für dessen Taten verlangt. So gibt Inger zu, stets auf Ali neidisch gewesen zu sein, weil er immer der beste war und sogar Mehak, in die er heimlich verliebt war, Ali ihm vorzog. Inder gibt zu, dass er die Schläger geschickt hatte, um Rahim Chacha zu töten, damit Ali das Angebot des Commissioners annimmt, was ihm das Attentat auf den Minister ermöglichte. Als Ali nun nach Bombay zurückkam, hätte er sich keinen anderen Rat gewusst, als auf Ali zu schießen und da dessen Bruder Munna ihn erkannte, hätte er ihn erschossen. Nach diesen Enthüllungen tötet Ali Inder im Kampf und sendet anschließend das Video über das Kabelfernsehnetz, wodurch er seine Unschuld beweist und den gegenwärtigen Minister auf die Anklagebank bringt.
Ali kehrt in das Dorf, zu seinem Ziehvater Takur Punya Pratap Singh zurück und heiratet Muskaan, wie geplant.

## Kritiken
Den Kritikern von bollywoodhungama.com zufolge ist der Film eindeutig vom Hollywood-Film The Long Kiss Goodnight aus dem Jahr 1996 inspiriert. „Die Grundidee des Streifens ‚Amnesie‘ ist faszinierend, aber nicht neu. […] Leider scheint Regisseur Pankuj Parasher nur halb daran interessiert zu sein, einen rasanten, charaktergetriebenen Film zu machen. Was wir stattdessen bekommen, ist eine brillante Grafik und eine pfiffige Technik, kein zusammenhängendes Drehbuch oder anhaltende Zufriedenheit.“ Insgesamt bliebe der Film hinter „den Erwartungen, die man an einen Film dieser Größenordnung hat,“ zurück.
Sukanya Verma schrieb bei rediff.com: „‚Tumko Na Bhool Payenge‘ [lässt sich] in zwei Teile unterteilen. Die erste Hälfte ist unbeschwert und baut die Spannung auf. Die zweite Hälfte ist rasant mit einigen guten Actionsequenzen.“ „Einige der Songs, die keinen Zweck erfüllen, [hätte man auch] weglassen können.“ „Salman Khans Übergang von einem schüchternen, fröhlichen Kerl zu einem knallharten Mann auf einer Mission ist alles andere als überzeugend. In den meisten Teilen wird von ihm erwartet, dass er verzweifelt und desinteressiert aussieht, was ihm ziemlich gut gelingt.“
Bei idlebrain.com urteilte Shanti Nanisetti: „Abgesehen von ein paar gut choreografierten Liedern […] machen die Gesangs- und Tanzsequenzen einen unruhig. Der Film ist ziemlich gewalttätig und brutal. Wenn man vor allem in der zweiten Hälfte all die blutigen Details ertragen kann, wird der Film zu einem interessanten Thriller.“
Ghazala Rizvi von movies.fullhyderabad.com kritisierte: „Seit Jahren klagen Umweltschützer über Autoabgase, Sozialarbeiter über gesellschaftlichen Abschaum und Kritiker über schäbige Unterhaltung. Aber unbeirrt produzieren Filmemacher weiterhin dieselben alten Streifen voller inkompetenter Neulinge und abgewrackter Veteranen.“